# Hans Paul Heinrich Walter
Hans Paul Heinrich Walter (* 1. Juni 1882 in Sangerhausen; † 7. August 1959 in Halle (Saale)) war ein deutscher Botaniker. Sein offizielles botanisches Autorenkürzel lautet „H.Walter“. 

## Leben
Walter studierte von 1902 bis 1904 Botanik in Halle, im Sommersemester 1904 in Freiburg im Breisgau und danach bis 1906 wiederum in Halle. 1906 wurde er in Erlangen zum Dr. phil. promoviert. Danach war er bis 1909 Mitarbeiter von Adolf Engler. Walter arbeitete auch an Carl Schröters Lebensgeschichte der Blütenpflanzen Mitteleuropas mit. Sein Herbarium gelangte nach Berlin, wo es 1944 weitgehend zerstört wurde.

## Ehrungen
Nach ihm ist die Pflanzengattung Walteranthus Keighery aus der Familie der Gyrostemonaceae benannt.

## Werke
- Die Diagramme der Phytolaccaceen. Inaugural-Dissertation zur Erlangung der Doktorwürde der Hohen Philosophischen Fakultät der Friedrich-Alexanders-Universitat Erlangen. Leipzig; Wilhelm Engelmann: 1906.
- Die Diagramme der Phytolaccaceen. – Bot. Jahrb. 37 Beibl. 85: 1–57. 24 Apr 1906.
- Phytolaccaceae in A. Engler, Pflanzenreich Heft 39. iv. 83 (1909).